# 膜稃草属
膜稃草属（学名：Hymenachne）是禾本科下的一个属，为水生或近水生草本植物。该属共有10种以上，分布于东半球温带地区。